# Electrostrymon
Genre
Electrostrymon est un genre néotropical de lépidoptères (papillons) de la famille des Lycaenidae et de la sous famille des Theclinae.
Il est répandu du Sud des États-Unis à l'Amérique du Sud, avec notamment plusieurs espèces dans les Antilles,.

## Liste des espèces
Selon FUNET Tree of Life (4 février 2020) :
- Electrostrymon mathewi (Hewitson, 1874)
- Electrostrymon ecbatana (Hewitson, 1868)
- Electrostrymon endymion (Fabricius, 1775)
- Electrostrymon constantinoi (Johnson & Kroenlein, 1993)
- Electrostrymon hugon (Godart, [1824])
- Electrostrymon joya (Dognin, 1895)
- Electrostrymon dominicana (Lathy, 1904)
- Electrostrymon pan (Drury, 1773)
- Electrostrymon angelia (Hewitson, 1874)
- Electrostrymon angerona (Godman & Salvin, 1896)